# 圣玛丽德沃
圣玛丽德沃（法語：Sainte-Marie-de-Vaux，法語發音：[sɛ̃t maʁi də vo]）是法国新阿基坦大区上维埃纳省的一个市镇，属于罗什舒阿尔区。

## 地理
圣玛丽德沃（45°51'53"N, 1°2'52"E）面积5.55 平方千米，位于法国新阿基坦大区上维埃纳省，该省份为法国中西部省份，北起顺时针与安德尔省、克勒兹省、科雷兹省、多爾多涅省、夏朗德省和维埃纳省接壤。
与圣玛丽德沃接壤的市镇（或旧市镇、城区）包括：科尼亚克拉福雷、圣维克蒂尼安、圣伊里耶苏赛克斯、维埃纳河畔韦尔讷伊。

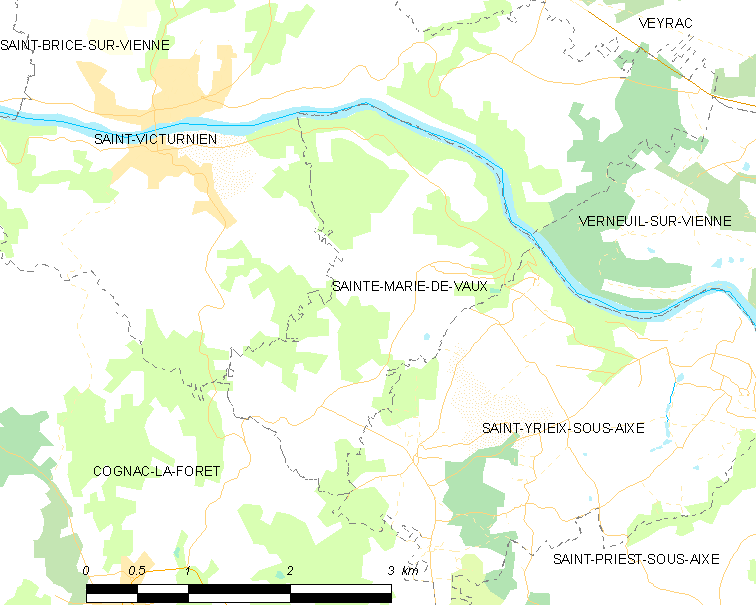
圣玛丽德沃的OSM定位图

圣玛丽德沃的时区为UTC+01:00、UTC+02:00（夏令时）。

## 行政
圣玛丽德沃的邮政编码为87420，INSEE市镇编码为87162。

## 政治
圣玛丽德沃所属的省级选区为罗什舒阿尔县。

## 人口

1962-2008年间圣玛丽德沃人口变化图示

圣玛丽德沃于2022年1月1日时的人口数量为206人。